# Kings of Wrestling
Kings of Wrestling foi uma equipe de wrestling profissional que atuou em várias promoções do circuito independente. Apesar de ter sido criada na Chikara contendo um alto número de membros, na maioria das vezes essa denominação era usada por uma dupla formada por Chris Hero e Claudio Castagnoli. O manager de Hero, Larry Sweeney e a valet Sara del Rey estiveram acompanhando ambos em diversas oportunidades. A equipe foi desfeita em 2011 quando Castagnoli entrou para WWE, fato que foi repetido por Hero, que foi demitido meses após.
A dupla fez uma reunião por uma noite na WWE, no episódio da WWE NXT, onde foram derrotados para os então Campeão da WWE CM Punk e o Campeão da NXT Seth Rollins.

## Títulos e prêmios
Kings of Wrestling
- Chikara
  - Campeonatos de Parejas (1 vez) – Icarus e Akuma (1)[4]
  - Young Lions Cup (2 vezes) – Boyer (1) e Taylor (1)[5]

Castagnoli e Hero
- Chikara
  - Campeonatos de Parejas (1 vez)[6]
  - Tag World Grand Prix (2006)[6]
  - Torneo Cibernetico (2007) – Castagnoli[7]
- Combat Zone Wrestling
  - CZW World Tag Team Championship (2 vezes)[6]
  - Last Team Standing (2006)[6]
- Juggalo Championship Wrestling
  - JCW Tag Team Championship (1 vez)[8]
- Pro Wrestling Guerrilla
  - PWG World Championship (1 vez) – Castagnoli[9]
- Ring of Honor
  - ROH World Tag Team Championship (2 vezes)[10]
  - Tag Wars (2010)[11]
- Wrestling Observer Newsletter awards
  - Dupla do Ano (2010)[12]